# Cléguer
Cléguer (bretonisch: Kleger) ist eine französische Gemeinde mit 3.404 Einwohnern (Stand 1. Januar 2022) im Département Morbihan in der Region Bretagne. Sie gehört zum Arrondissement Lorient, zum Kanton Guidel und ist Mitglied im Gemeindeverband  Lorient Agglomération. Die Einwohner werden Cléguérois genannt.

## Geografie
Cléguer wird im Westen vom Fluss Scorff begrenzt, hier mündet auch sein Zufluss Crano. Cléguer wird umgeben von den Nachbargemeinden Plouay im Norden, Calan im Osten, Inzinzac-Lochrist im Südosten, Caudan im Süden, Pont-Scorff im Südwesten sowie Arzano im Westen und Nordwesten.

## Bevölkerungsentwicklung
| Jahr      | 1962 | 1968 | 1975 | 1982 | 1990 | 1999 | 2006 | 2019 |
| Einwohner | 1956 | 1798 | 1922 | 2946 | 3009 | 3061 | 3272 | 3298 |

## Sehenswürdigkeiten
- Kirche Saint-Gerand
- Kapelle Saint-Guénaël, seit 1973 Monument historique

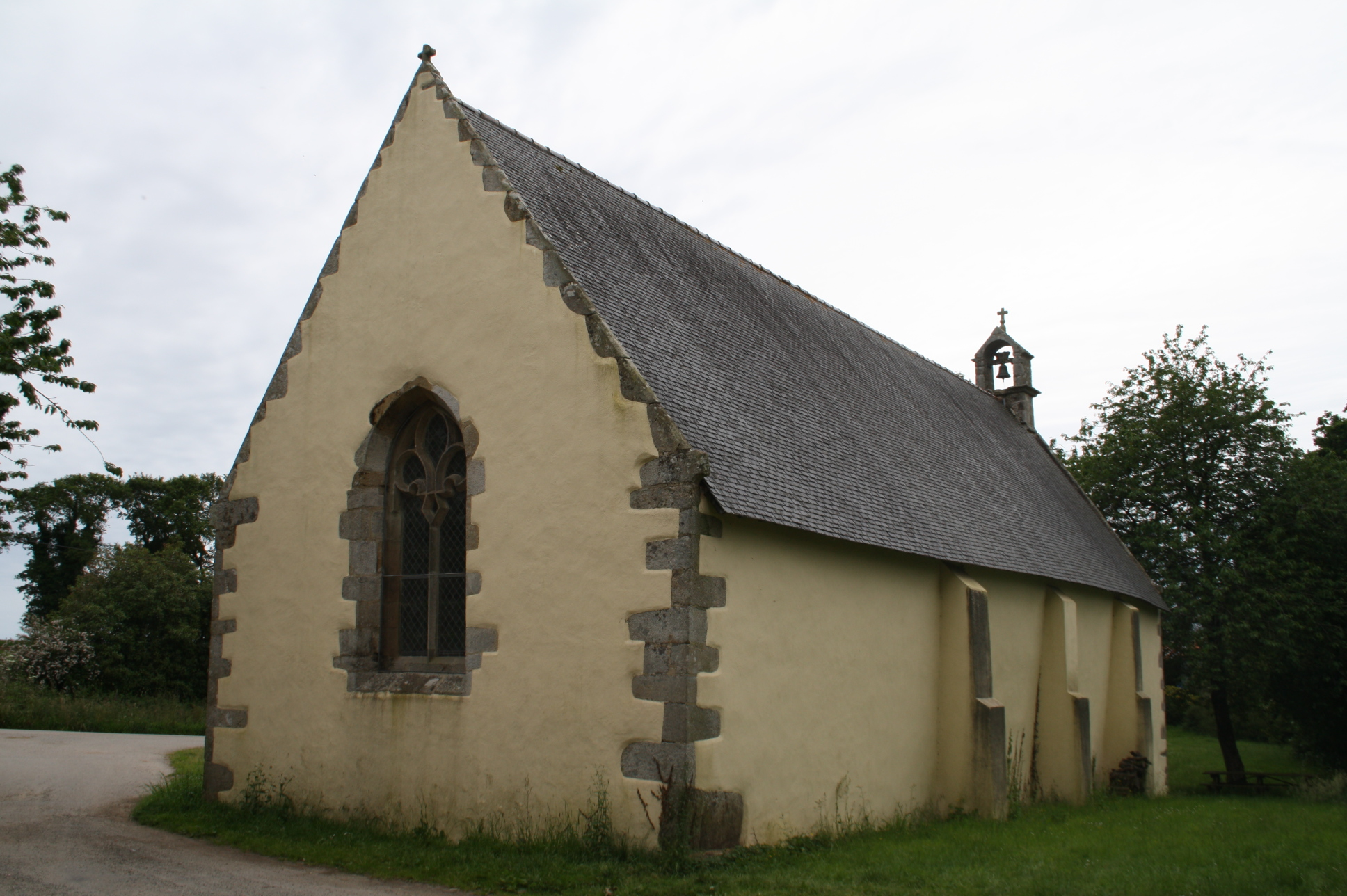
Kapelle Saint-Guénaël

- Kapelle Saint-Étienne